# Es ist euch gut, daß ich hingehe, BWV 108
Es ist euch gut, dass ich hingehe, BWV 108 (És bo per vosaltres que jo me’n vagi), és una cantata religiosa de Johann Sebastian Bach per al quart diumenge després de Pasqua, estrenada a Leipzig el 29 d'abril de 1725.

## Origen i context
Aquest quart diumenge després de Pasqua es coneix també com a diumenge Cantate, perquè l'introit de la missa llatina comença amb les paraules Cantate Dominum canticum novum (Canteu al Senyor un càntic nou). El text està relacionat amb l'evangeli del dia Joan (16, 5-15), en què Jesús fa una sèrie de consideracions als deixebles sobre la vinguda de l'Esperit Sant, entre elles la conveniència d'anar-se’n amb Déu, que dona títol a la cantata. L'autoria és la poetessa Marianne von Ziegler, de qui Bach empra altres textos per a les cantates del mateix any 1725; es fa ús de dos passatges de l'evangeli de Joan, el versicle 16, 7, en el primer número i el 16, 13 en el quart, i en el coral final s'empra la desena estrofa de Got Vater, sende deinen Geist de Paul Gerhardt (1653). Es conserva una altra cantata per a aquest diumenge a BWV 166, que també comença amb un versicle de l'evangeli del dia.

## Anàlisi
Obra escrita per a contralt, tenor, baix i cor; dos oboès d'amor, corda i baix continu. Consta de sis números.
1. Ària (baix):Es ist euch gut, dass ich hingehe (És bo per vosaltres que jo me’n vagi)
2. Ària (tenor): Mich kann kein Zweifel stören (Cap recel em trasbalsa, Senyor)
3. Recitatiu (tenor): Dein Geist wird mich also regieren (Així, l'Esperit teu em dreçarà)
4. Cor: Wenn aber jener, der Geist der Wahrheit (Però, quan arribi l'Esperit veritable)
5. Ària (contralt): Was mein Herz von dir begehrt (Ah! fes que em sigui concedit)
6. Coral:  Dein Geist, den Gott vom Himmel gibt (Tu, l'Esperit, que Déu des del cel ens ha donat)

El primer número és un passatge llarg, entre l'arioso i l'ària, en què la Vox Christi, interpretada com és habitual pel baix, canta els versicles de l'evangeli que anuncien la vinguda de l'Esperit Sant; la part instrumental és a càrrec de l'oboè d'amor que desenvolupa una melodia graciosa i virtuosa, mentre que el continu queda en un segon pla. El solista expressa amb unes vocalitzacions específiques, les dues idees bàsiques del text, la marxa de Crist (“gehen”) i la vinguda de l'Esperit Sant (senden). L'ària de tenor, número 2, acompanyat d'un soo de violí i del continu en ostinato, té dues seccions vinculades per un ritornello. Un recitatiu secco, també de tenor, porta al cor del número 4, punt central i base ideològica de la cantata, un motet fugat en tres episodis sobre el text de l'evangeli de Joan indicat. A l'última ària de contralt, amb l'acompanyament del continu i la corda, destaca la part del primer violí, molt virtuosa, recolzada per la resta del conjunt instrumental. Al coral final, homòfon i ricament harmonitzat, es canta la melodia de Kommt her zu mir, spricht Gottes Sohn. Té una durada aproximada d'una mica més ‘un quart d'hora.

## Discografia seleccionada
- J.S. Bach: Das Kantatenwerk. Sacred Cantatas Vol. 6. Nikolaus Harnoncourt, Tolzer Knabenchor (Gerhard Schmidt-Gaden, director), Concentus Musicus Wien, Paul Esswood, Kurt Equiluz, Rud van der Meer. (Teldec), 1994.
- J.S. Bach: The complete live recordings from the Bach Cantata Pilgrimage. CD 18: St Mary’s, Warwick; 21 de maig de 2000. John Eliot Gardiner, Monteverdi Choir, English Baroque Soloists, Robin Tyson, James Gilchrist, Stephen Varcoe. (Soli Deo Gloria), 2013.
- J.S. Bach: Complete Cantatas Vol. 15. Ton Koopman, Amsterdam Baroque Orchestra & Choir, Bogna Bartosz, Jörg Dürmüller, Klaus Mertens. (Challenge Classics), 2004.
- J.S. Bach: Cantatas Vol. 36. Masaaki Suzuki, Bach Collegium Japan, Robin Blaze, James Gilchrist, Dominik Wörner. (BIS), 2007.
- J.S. Bach: Church Cantatas Vol. 34. Helmuth Rilling, Gächinger Kantorei, Bach-Collegium Stuttgart. (Hänssler), 1999.
- J.S. Bach: Cantatas for the Liturgical Year Vol.10. Sigiswald Kuijken, La Petite Bande, Petra Noskaiova, Christoph Genz, Jan van der Crabben. (Accent), 2008.
- J.S. Bach: Cantatas BWV 67, 108 & 127. Karl Richter, Orchestra of the Münchner Staatsoper, Münchner Bach-Chor, Lilian Benningsen, Peter Pears, Kieth Engen. (Teldec), 1992.